# Aiguebelle
Aiguebelle – miejscowość i dawna gmina we Francji, w regionie Owernia-Rodan-Alpy, w departamencie Sabaudia. W 2016 roku populacja ówczesnej gminy wynosiła 1197 mieszkańców. 
W dniu 1 stycznia 2019 roku z połączenia dwóch ówczesnych gmin – Aiguebelle oraz Randens – powstała nowa gmina Val-d'Arc. Siedzibą gminy została miejscowość Randens. 